# Gendarmen-Affäre
Die Göttinger Gendarmen-Affäre war ein Zusammenstoß von Göttinger Studenten mit der Gendarmerie des Königreichs Westphalen am 17. August 1809 mit erheblichen Folgen für die Göttinger Studentenschaft wie auch die Georg-August-Universität selbst.

## Vorbemerkungen
Im Jahr 1809 und während der gesamten Franzosenzeit im Kurfürstentum Hannover (1807–1813) unterstand die Georg-August-Universität  König Jérôme Bonaparte und damit dem Unterrichtsministerium  des Königreichs Westphalen in Kassel. Nach dem Tod des Generaldirektors des Öffentlichen Unterrichts Johannes von Müller im Mai 1809 war der Göttinger Professor Staatsrat Justus Christoph Leist sein Nachfolger geworden. Die Landsmannschaften, in denen die Studenten in Göttingen, wie auch an anderen Universitäten, traditionell organisiert waren, befanden sich seit März 1808 aufgrund des nachlassenden Verfolgungsdrucks der akademischen Behörden gegen die baltischen Studentenverbindungen in einer Phase der Neuorganisation und des Aufwinds. So hatten sich die Landsmannschaft der Guestphalen, der Hannoveraner (vereinigt mit den Rheinländern), der Vandalen (sprich Mecklenburger) und der Ruthenen (Deutsch-Balten vereinigt mit der Landsmannschaft Pomerania) zu Beginn des Jahres 1809 im Göttinger Senioren-Convent einen neuen SC-Comment  gegeben, den  „Allgemeinen Komment der Göttinger Burschenschaft“. Dies war bis nach Kassel zu Johannes von Müller vorgedrungen, der den Göttinger Prorektor Johann Gottfried Eichhorn bereits am 16. Februar 1809 auf die Entwicklung hinwies und die Universitätsbehörden zu scharfer Aufsicht anhielt. Aus Göttingen berichtete an Müller besonders zum Thema der Landsmannschaften regelmäßig informell der Professor Christoph Meiners, auch über den verbindungsfreundlichen Prorektor Eichhorn, dessen Sohn Franz Mitglied bei den Vandalen war. Entsprechend erhöhten von Müller und im Sommer 1809 auch sein Nachfolger Leist den Verfolgungsdruck. Im Sommer 1809 wurden die Studenten, die bisher nicht nur einer eigenen Akademischen Gerichtsbarkeit durch das Universitätsgericht mit den Pedellen als Ermittlungs- und Vollzugsorganen unterstanden, nunmehr auch durch die wesentlich rigider vorgehende normale Gendarmerie des Königreichs verfolgt. Zusätzlich verbot Leist mit seinem Edikt vom 22. Juli 1809 nicht nur das massiv in Mode gekommene Tragen von Couleur jeder Art, insbesondere aber das Tragen der Studentenmützen in den Farben der jeweiligen Verbindung, sondern auch das Tragen von Schnurrbärten, den Waffenbesitz und das öffentliche Tabakrauchen. Tabak wurde zu dieser Zeit zumeist mit Ton-  oder Porzellanpfeifen geraucht. Letztere wurden oftmals mit dem Wappen der Verbindung und den Namen der Mitglieder der Landsmannschaft geschmückt, die, schon damals in die Hände der akademischen Behörden geraten, als Beweismittel dienten und so nachvollziehbar noch heute für Studentenhistoriker wichtige  Quellen sind. Im Sommer 1809 machten sich die Göttinger Studenten über die Anordnungen Leists zunächst lustig.

## Gendarmen-Affäre
Die Gendarmen-Affäre wurde ausgelöst durch eine eigentlich harmlose Begebenheit, einen gemeinsamen Ausritt von Mitgliedern der Hannovera aus der Stadt. Die Gendarmen griffen zu, weil die Studenten beim Ausritt ihnen angeblich nicht ausgewichen seien. Es entstand ein Menschenauflauf bestehend aus Göttinger Bürgern und weiteren Studenten, der von weiteren herbeieilenden Gendarmen zu Pferde mit blankem Säbel zusammengeritten  und mit Säbelhieben aufgelöst wurde.

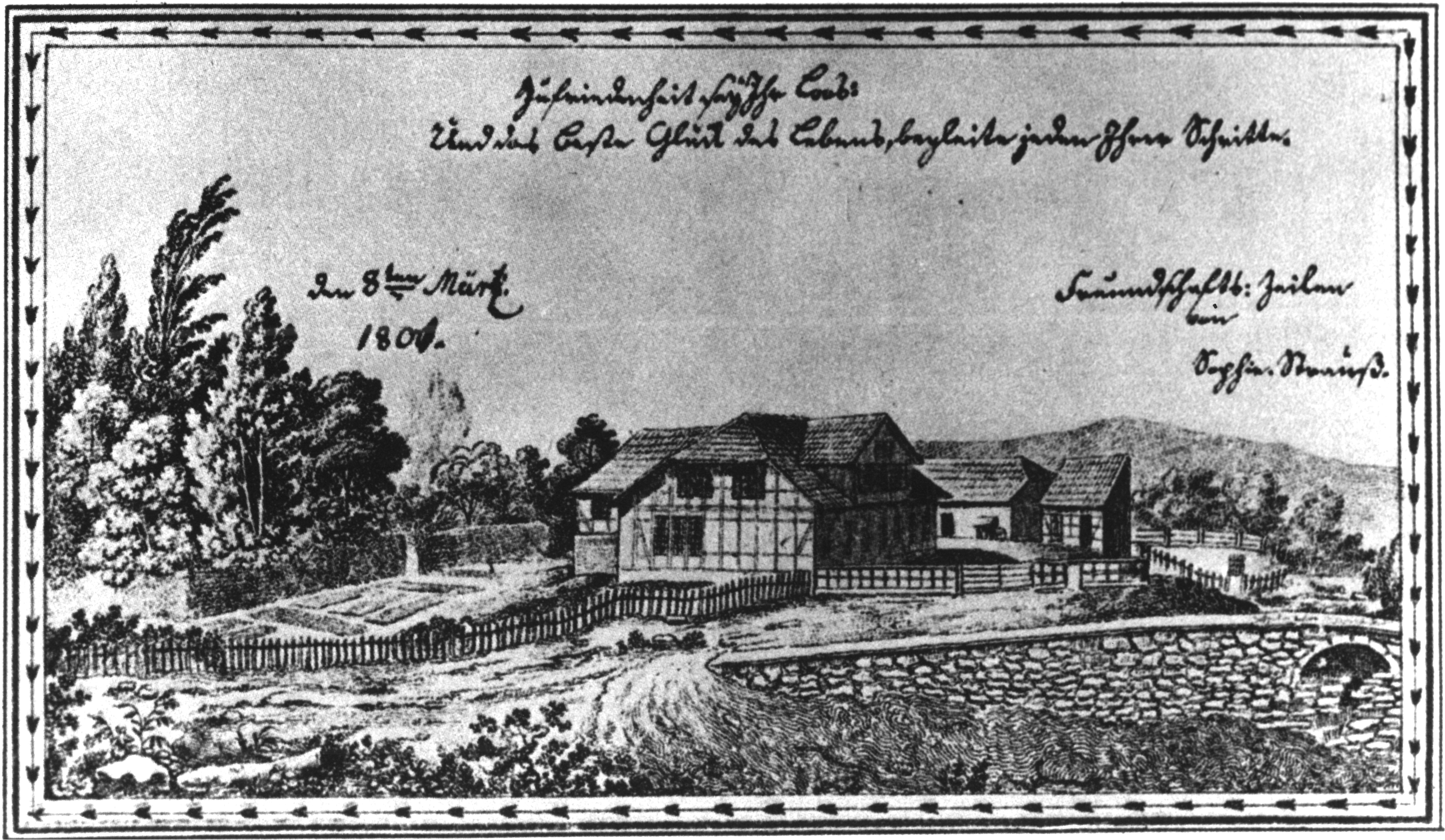
Ulrichs Garten (1801)

Am Abend des gleichen Tages versammelten sich die erregten Studenten auf dem Ulrich, einer beliebten Gaststätte bei der Albanikirche, etwa wo heute die Stadthalle Göttingen steht. Die Studentenschaft beschloss auf dieser Zusammenkunft von der Regierung in Kassel Genugtuung zu fordern. Sie wurde in diesem Ansinnen auch vom akademischen Senat der Universität bestärkt. Diese Genugtuung wurde nicht gewährt, wenn auch einer der Gendarmen in der Folge strafversetzt wurde. Vielmehr wurde die Hannoversche Landsmannschaft am 9. September 1809 vonseiten der Regierung in Kassel offiziell aufgelöst. Im Verborgenen bestand sie indes fort.
Die Studentenschaft  verhängte nun für die Dauer von zwei Jahren den Verruf über die Universität. Die Studenten verpflichteten sich damit wechselseitig im Sinne eines Boykotts die Universität zu verlassen und zum folgenden Wintersemester auch nicht zurückzukehren. Dies erfolgte durch namentliche Eintragung in die heute so genannten „Verrufslisten von 1809“ in Spalten unter jeweils eine der fünf im Sommer 1809 bestehenden Landsmannschaften. Von den 615 Studenten der Georgia-Augusta im Sommersemester 1809 unterschrieben 418 Studenten diese Verrufslisten. Daraus kann jedoch nicht der Schluss gezogen werden, das diese ebenso viele Mitglieder hatten, vielmehr unterschrieben neben dem engeren Kreis auch die Renoncen und nach dem Gesichtspunkt der Konnexität sonstige Sympathisanten der jeweiligen Landsmannschaften, also auch sogenannte „Wilde“ oder „Kamele“, wie die nicht organisierten Studenten damals genannt wurden. Die Begebenheiten des Jahres 1809 schildert als Zeitzeuge der damalige Student und spätere Professor an der Universität Kiel Heinrich Rudolf Brinkmann (1789–1878).
Die verbotenen Hannoveraner wandten sich in größerer Zahl im Wintersemester 1809/10 nach Heidelberg und stifteten dort das Corps Hannovera Heidelberg als eigenständiges Filialcorps im Heidelberger Senioren-Convent, das als eines von fünf Corps den Heidelberger SC-Comment vom 1. Juni 1810 mit unterzeichnete und immerhin mit dem Hannoveranerfarben rot-blau bis 1812 dort bestand.
In der Konsequenz hatte die Georgia-Augusta zum Wintersemester 1809/1810 aufgrund der Weiterungen der Gendarmen-Affäre einen erheblichen Einbruch bei den Studentenzahlen in der Immatrikulationsliste. Die Zahl sank von 615 im Sommersemester 1809 auf 453 im folgenden Wintersemester ab. Unter Berücksichtigung der 170 Neuimmatrikulationen des Wintersemesters waren trotz des Verrufs also 283 Studenten aus dem Sommersemester geblieben, wobei nur 197 den Verruf nicht unterschrieben hatten; ein Teil der Unterzeichner folgte dem Verruf also nicht. Leist proklamierte dies am 11. September 1809 in der Presse als Erfolg und gab sich der Hoffnung hin, die Landsmannschaften aus Göttingen verbannt zu haben. Das Prorektorat des als streng und landsmannschaftsfeindlich bekannten Juristen Gustav Hugo im Studienjahr 1809/10 trug dazu bei, dass der Verruf eingehalten wurde. Erst unter seinem liberaleren Nachfolger als Prorektor Thomas Christian Tychsen im Wintersemester 1810/11 lebte das Leben der Landsmannschaften in Göttingen langsam wieder auf.